# Campionati italiani primaverili di nuoto 1985
I trentaduesimi campionati italiani primaverili di nuoto si sono svolti a Loano dal 28 febbraio al 2 marzo 1985. È stata utilizzata la vasca da 25 metri.

## Podi

### Uomini
| Evento               | Oro                                                                                 | Tempo    | Argento | Tempo | Bronzo | Tempo |
| Stile libero         |                                                                                     |          |         |       |        |       |
| 50 m                 | Marco Colombo                                                                       | 23"51    |         | -     |        | -     |
| 100 m                | Mauro Marini                                                                        | 50"73    |         | -     |        | -     |
| 200 m                | Marco Colombo                                                                       | 1'49"30  |         | -     |        | -     |
| 400 m                | Roberto Bianconi                                                                    | 3'50"93  |         | -     |        | -     |
| 1500 m               | Stefano Grandi                                                                      | 15'08"57 |         | -     |        | -     |
| Dorso                |                                                                                     |          |         |       |        |       |
| 100 m                | Mauro Marini                                                                        | 57"78    |         | -     |        | -     |
| 200 m                | Fabrizio Bortolon                                                                   | 2'03"70  |         | -     |        | -     |
| Rana                 |                                                                                     |          |         |       |        |       |
| 100 m                | Lorenzo Carbonari                                                                   | 1'01"99  |         | -     |        | -     |
| 200 m                | Marco Del Prete                                                                     | 2'15"16  |         | -     |        | -     |
| Farfalla             |                                                                                     |          |         |       |        |       |
| 100 m                | Fabrizio Rampazzo                                                                   | 55"73    |         | -     |        | -     |
| 200 m                | Paolo Revelli                                                                       | 1'58"37  |         | -     |        | -     |
| Misti                |                                                                                     |          |         |       |        |       |
| 200 m                | Giovanni Franceschi                                                                 | 2'00"25  |         | -     |        | -     |
| 400 m                | Giovanni Franceschi                                                                 | 4'17"30  |         | -     |        | -     |
| Staffette            |                                                                                     |          |         |       |        |       |
| 4x100 m stile libero | N.C. Verona Stefano Corradi Marcello Guarducci Fabrizio Rampazzo Marco Colombo      | 3'21"97  |         | -     |        | -     |
| 4x200 m stile libero | N.C. Verona Marco Colombo Marcello Guarducci Stefano Corradi Fabrizio Rampazzo      | 7'22"36  |         | -     |        | -     |
| 4x100 m misti        | Nuotatori milanesi Paolo Felotti Marco Tenderini Giovanni Franceschi Metello Savino | 3'46"38  |         | -     |        | -     |

### Donne
| Evento               | Oro                                                                  | Tempo   | Argento | Tempo | Bronzo | Tempo |
| Stile libero         |                                                                      |         |         |       |        |       |
| 50 m                 | Silvia Persi                                                         | 26"26   |         | -     |        | -     |
| 100 m                | Silvia Persi                                                         | 56"78   |         | -     |        | -     |
| 200 m                | Tanya Vannini                                                        | 2'00"92 |         | -     |        | -     |
| 400 m                | Tanya Vannini                                                        | 4'12"44 |         | -     |        | -     |
| 800 m                | Carla Lasi                                                           | 8'35"82 |         | -     |        | -     |
| Dorso                |                                                                      |         |         |       |        |       |
| 100 m                | Manuela Carosi                                                       | 1'02"50 |         | -     |        | -     |
| 200 m                | Manuela Carosi                                                       | 2'13"62 |         | -     |        | -     |
| Rana                 |                                                                      |         |         |       |        |       |
| 100 m                | Manuela Dalla Valle                                                  | 1'10"09 |         | -     |        | -     |
| 200 m                | Simona Brighetti                                                     | 2'33"34 |         | -     |        | -     |
| Farfalla             |                                                                      |         |         |       |        |       |
| 100 m                | Manuela Carosi                                                       | 1'01"44 |         | -     |        | -     |
| 200 m                | Lorenza Lanzarotti                                                   | 2'15"35 |         | -     |        | -     |
| Misti                |                                                                      |         |         |       |        |       |
| 200 m                | Ilaria Tocchini                                                      | 2'17"25 |         | -     |        | -     |
| 400 m                | Roberta Felotti                                                      | 4'44"64 |         | -     |        | -     |
| Staffette            |                                                                      |         |         |       |        |       |
| 4x100 m stile libero |                                                                      | -       |         | -     |        | -     |
| 4x200 m stile libero | Roma Nuoto Manuela Carosi Perinelli Roberta Cantiani Silvia Persi    | 8'32"89 |         | -     |        | -     |
| 4x100 m misti        | Roma Nuoto Perinelli Alessandra Paradisi Manuela Carosi Silvia Persi | 4'20"85 |         | -     |        | -     |